# Grzegorz Osiecki
Grzegorz Osiecki – polski dziennikarz, w latach 2009–2024 związany z „Dziennikiem Gazetą Prawną”. Od 2024 związany z portalem Money.pl.

## Życiorys
W swojej karierze pracował jako reporter i wydawca telewizyjnej Panoramy w TVP 2. Był także dziennikarzem, wydawcą i szefem działu krajowego Informacyjnej Agencji Radiowej oraz dziennikarzem i wydawcą radiowej Trójki. W ukazującym się do 2009 roku „Dzienniku Polska-Europa-Świat” zajmował się publicystyką. Po połączeniu w 2009 roku „Dziennika” (Ringier Axel Springer Polska) z „Gazetą Prawną” (Infor PL) pozostał w nowo utworzonym „Dzienniku Gazecie Prawnej” zajmując się tematyką polityczno-gospodarczo-społeczną (jego publikacje dotyczą m.in. budżetu, polityki gospodarczej oraz ubezpieczeń społecznych). W 2011 awansował w DGP na szefa działu „życie gospodarcze-kraj” (zastąpił Bartosza Marczuka). W 2019 został w ramach DGP zastępcą kierownika działu Ekonomia i Społeczeństwo.
W 2019 wyróżniony nagrodą Grand Press Economy (za „dociekliwość i drążenie zmian w finansach publicznych i systemie emerytalnym, a także za to, że w zrozumiały sposób potrafi pokazać skutki zmian w prawie, wyważyć racje, nie poddając się narracji żadnej opcji politycznej”).
W styczniu 2022 jego nazwisko pojawiło się w tzw. mailach Dworczyka. Ujawniona korespondencja pomiędzy ministrem Michałem Dworczykiem a jego współpracownikami z udziałem premiera Mateusza Morawieckiego odsłania kulisy ręcznego sterowania przekazem poprzez pełną kontrolę sprawowaną przez otoczenie premiera nad treścią wywiadu, którego Osieckiemu miała udzielić minister Teresa Czerwińska. Wywiad rzeczywiście został przeprowadzony i ukazał się 7 maja 2019 roku.
Pod koniec stycznia 2024 złożył wypowiedzenie w „Dzienniku Gazecie Prawnej”. W marcu 2024 dołączył do grona współprowadzących audycję Sygnały dnia w radiowej Jedynce. W maju 2024 dołączył także do redakcji Money.pl.